# Briosne-lès-Sables
Briosne-lès-Sables és un municipi francès situat al departament del Sarthe i a la regió de País del Loira. L'any 2007 tenia 481 habitants.

## Demografia

### Població
El 2007 la població de fet de Briosne-lès-Sables era de 481 persones. Hi havia 171 famílies de les quals 24 eren unipersonals (12 homes vivint sols i 12 dones vivint soles), 58 parelles sense fills i 89 parelles amb fills.
La població ha evolucionat segons el següent gràfic:
Habitants censats

### Habitatges
El 2007 hi havia 200 habitatges, 174 eren l'habitatge principal de la família, 14 eren segones residències i 13 estaven desocupats. Tots els 200 habitatges eren cases. Dels 174 habitatges principals, 150 estaven ocupats pels seus propietaris, 21 estaven llogats i ocupats pels llogaters i 2 estaven cedits a títol gratuït; 7 tenien dues cambres, 28 en tenien tres, 43 en tenien quatre i 96 en tenien cinc o més. 135 habitatges disposaven pel capbaix d'una plaça de pàrquing. A 59 habitatges hi havia un automòbil i a 108 n'hi havia dos o més.

### Piràmide de població
La piràmide de població per edats i sexe el 2009 era:
| Homes | Edats   | Dones |
| ----- | ------- | ----- |
| 0     | 95 o +  | 0     |
| 0     | 90 a 94 | 0     |
| 0     | 85 a 89 | 0     |
| 0     | 80 a 84 | 8     |
| 16    | 75 a 79 | 0     |
| 4     | 70 a 74 | 16    |
| 12    | 65 a 69 | 12    |
| 4     | 60 a 64 | 8     |
| 4     | 55 a 59 | 4     |
| 8     | 50 a 54 | 8     |
| 20    | 45 a 49 | 16    |
| 24    | 40 a 44 | 16    |
| 16    | 35 a 39 | 16    |
| 8     | 30 a 34 | 16    |
| 12    | 25 a 29 | 4     |
| 12    | 20 a 24 | 12    |
| 20    | 15 a 19 | 16    |
| 16    | 10 a 14 | 8     |
| 12    | 5 a 9   | 12    |
| 8     | 0 a 4   | 4     |

## Economia
El 2007 la població en edat de treballar era de 319 persones, 241 eren actives i 78 eren inactives. De les 241 persones actives 234 estaven ocupades (129 homes i 105 dones) i 7 estaven aturades (7 dones i 7 dones). De les 78 persones inactives 35 estaven jubilades, 20 estaven estudiant i 23 estaven classificades com a «altres inactius».

### Ingressos
El 2009 a Briosne-lès-Sables hi havia 184 unitats fiscals que integraven 508 persones, la mediana anual d'ingressos fiscals per persona era de 17.879 €.

### Activitats econòmiques
Dels 6 establiments que hi havia el 2007, 1 era d'una empresa de fabricació d'altres productes industrials, 3 d'empreses de construcció, 1 d'una empresa de comerç i reparació d'automòbils i 1 d'una empresa d'hostatgeria i restauració.
Dels 5 establiments de servei als particulars que hi havia el 2009, 1 era un taller de reparació d'automòbils i de material agrícola, 1 paleta, 1 fusteria, 1 electricista i 1 restaurant.
L'any 2000 a Briosne-lès-Sables hi havia 14 explotacions agrícoles que ocupaven un total de 516 hectàrees.

## Poblacions més properes
El següent diagrama mostra les poblacions més properes.